# Raffetot
Raffetot – miejscowość i gmina we Francji, w regionie Normandia, w departamencie Sekwana Nadmorska.
Według danych na rok 1990 gminę zamieszkiwało 467 osób, a gęstość zaludnienia wynosiła 68 osób/km² (wśród 1421 gmin Górnej Normandii Raffetot plasuje się na 476. miejscu pod względem liczby ludności, natomiast pod względem powierzchni na miejscu 543.).